# Докетизм
Докети́зм (від дав.-гр. δοκέω [dokeō] — «видаюся») — одне з найстаріших єретичних християнських вчень, що заперечувало реальність страждань Ісуса Христа і його втілення, як такі, що суперечать уявленням про безпристрасність та необмеженість Бога, та проголошувало ілюзорність його існування. Очевидно, характерною рисою цього вчення було використання дієслова дав.-гр. δοκείν («видаватися») та різних похідних від нього для опису «ілюзорності» людської природи Ісуса Христа.

## Найменування
Словом «докети» (дав.-гр. δοκηταί) Климент Олександрійський називав особливу категорію єретиків. Це найменування він пов'язував з особливостями їхнього богослов'я (дав.-гр. άπό δογμάτων Ιδιαζόντων). Докетів (дав.-гр. ό της δοκήσεως έξάρ-χων), за словами Климента, очолював Юлій Касіян, який, згідно з Ієронімом Стридонським, стверджував, що плоть Христа була вдаваною (лат. putativam Christi carnem introducens). За свідченням Серапіона Антіохійського, ті, кого називали докетами, пошановували Євангеліє від Петра. Крім того, про них згадує Іполит Римський, повідомляючи подробиці їхнього вчення. Автори пізнішого часу використовують це найменування менш визначено.